# Schefflera quinquecarinata
Schefflera quinquecarinata là một loài thực vật có hoa trong Họ Cuồng cuồng. Loài này được Steyerm. miêu tả khoa học đầu tiên năm 1963.